# كفر عبد الأمين حسب الله
قرية كفر عبدالأمين حسب الله هي إحدى القرى التابعة لمركز السنبلاوين في محافظة الدقهلية في جمهورية مصر العربية. حسب إحصاءات سنة 2006، بلغ إجمالي السكان في كفر عبدالأمين حسب الله 1627 نسمة، منهم 800 رجل و827 امرأة.